# Kōnan (Aichi)
Kōnan (jap. 江南市 Kōnan-shi) – miasto w Japonii, w prefekturze Aichi, na wyspie Honsiu.
Miasto Kōnan powstało 1 czerwca 1954 roku w wyniku połączenia miasteczek Kochino, Hotei (z powiatu Niwa), Miyata i wioski Kusai (z powiatu Haguri).

## Położenie
Miasto leży w północnej części prefektury Aichi nad rzeką Kiso.
Miasta sąsiadujące: 
- Kakamigahara w prefekturze Gifu

oraz 
- Ichinomiya,
- Komaki,
- Iwakura,

oraz Fuso-machi i Oguchi-machi w prefekturze Aichi.

## Populacja
Zmiany w populacji Kōnan w latach 1970–2015:
| Rok  | Populacja |
| ---- | --------- |
| 1970 | 77 996    |
| 1975 | 90 426    |
| 1980 | 92 141    |
| 1985 | 92 049    |
| 1990 | 93 837    |
| 1995 | 95 521    |
| 2000 | 97 923    |
| 2005 | 99 055    |
| 2010 | 99 731    |
| 2015 | 98 359    |